# Степанченко Василь Олексійович
Васи́ль Олексі́йович Степа́нченко (22 березня 1914, Веселе — 7 вересня 1995, Київ) — український авіабудівник, Герой Соціалістичної Праці, кавалер 12 державних нагород, лауреат Державної премії України, кандидат технічних наук.

## Біографія
Народився 22 березня 1914 року в багатодітній українській сім'ї в селі Веселому Курської губернії Російської імперії (нині село Глушковського району Курської області Російської Федерації).
У 1940 році з відзнакою закінчив Казанський авіаційний інститут. По закінченню вишу працював на Казанському авіазаводі, де пройшов трудовий шлях від майстра до заступника начальника виробництва.
У 1949–1954 роках — головний інженер Омського авіазаводу, де на той період було налагоджене серійне виробництво перших реактивних бомбардувальників Іл-28.
У 1954 — травні 1958 року — генеральний директор Київського авіаційного заводу № 473 (нині завод «Авіант»). Під його керівництвом здійснено реконструкцію заводу, викликану підготовкою до серійного виробництва нових літаків Ан-24.
У травні 1958 — квітні 1960 року — заступник голови із оборонної промисловості, в квітні 1960 — 1965 року — 1-й заступник голови Ради народного господарства (раднаргоспу) Київського економічного адміністративного району.
У 1965 році знову призначений на посаду генерального директора Київського авіазаводу, яку він обіймав до 1979 року. У цей період виробничі потужності підприємства зросли більш ніж уп'ятеро, значно зросло виробництво літаків та іншої продукції. Під керівництвом В. О. Степанченка налагоджено серійний випуск літака Ан-2, випущено дослідні екземпляри першого широкофюзеляжного антонівського транспортного літака Ан-8, освоєно масовий випуск літаків Ан-24, Ан-26, Ан-30, Ан-32, будівництво дослідних зразків — Ан-32, Ан-72, підготовлено до випуску Ан-124 «Руслан».

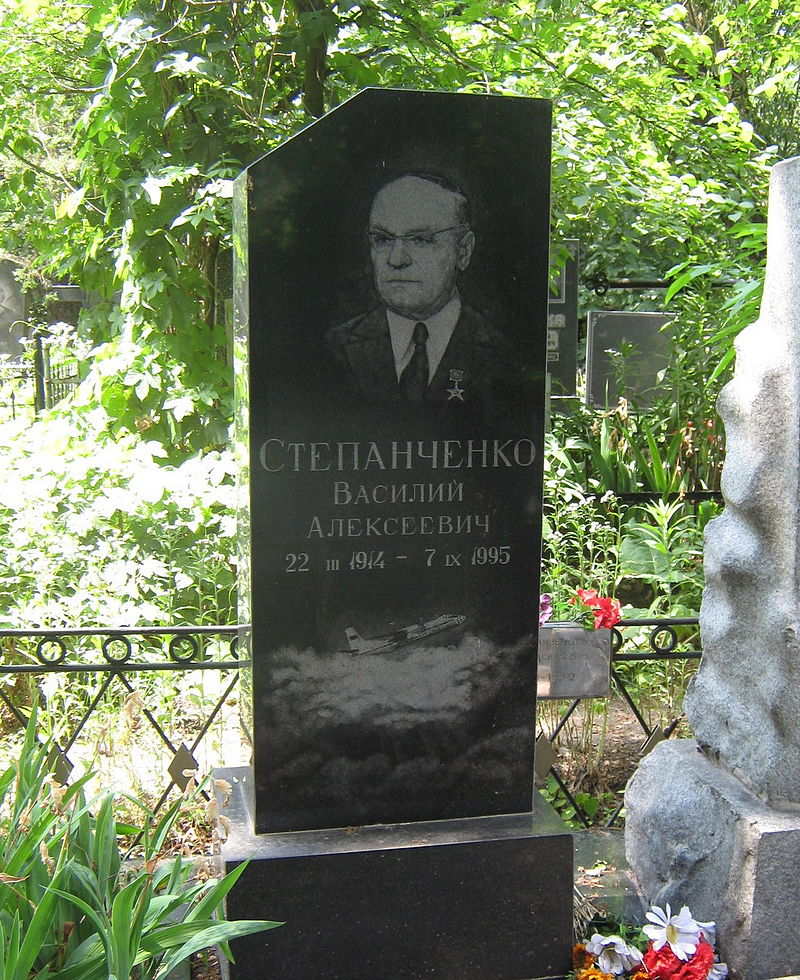
Надгробок на могилі Василя Степанченка

Помер 7 вересня 1995 року. Похований в Києві на Байковому кладовищі.

## Сім'я
Донька — кандидат мистецтвознавства, заступник голови Київської організації Національної спілки композиторів України Галина Степанченко, онука — заступник директора Міжнародного благодійного фонду «Дитяче серце» Ольга Нежиборець.

## Нагороди та відзнаки
У 1971 році Степанченку присвоєно звання Героя Соціалістичної Праці. Нагороджений орденами Леніна, Жовтневої революції, тричі орденом Трудового Червоного Прапора, Почесною грамотою Президії Верховної Ради Української РСР (25.03.1964), багатьма іншими орденами та медалями. Лауреат Державної премії України.

## Вшанування пам'яті
- Меморіальну дошку на пам'ять про Василя Степанченка встановлено на адміністративному корпусі заводу «Авіант».
- У 2007 році Службову вулицю у Святошинському районі міста Києва було перейменовано на вулицю Василя Степанченка[1].
- Іменем Василя Степанченка названо літак Ан-26-100 Авіаліній Антонова з реєстрацією UR-13395.

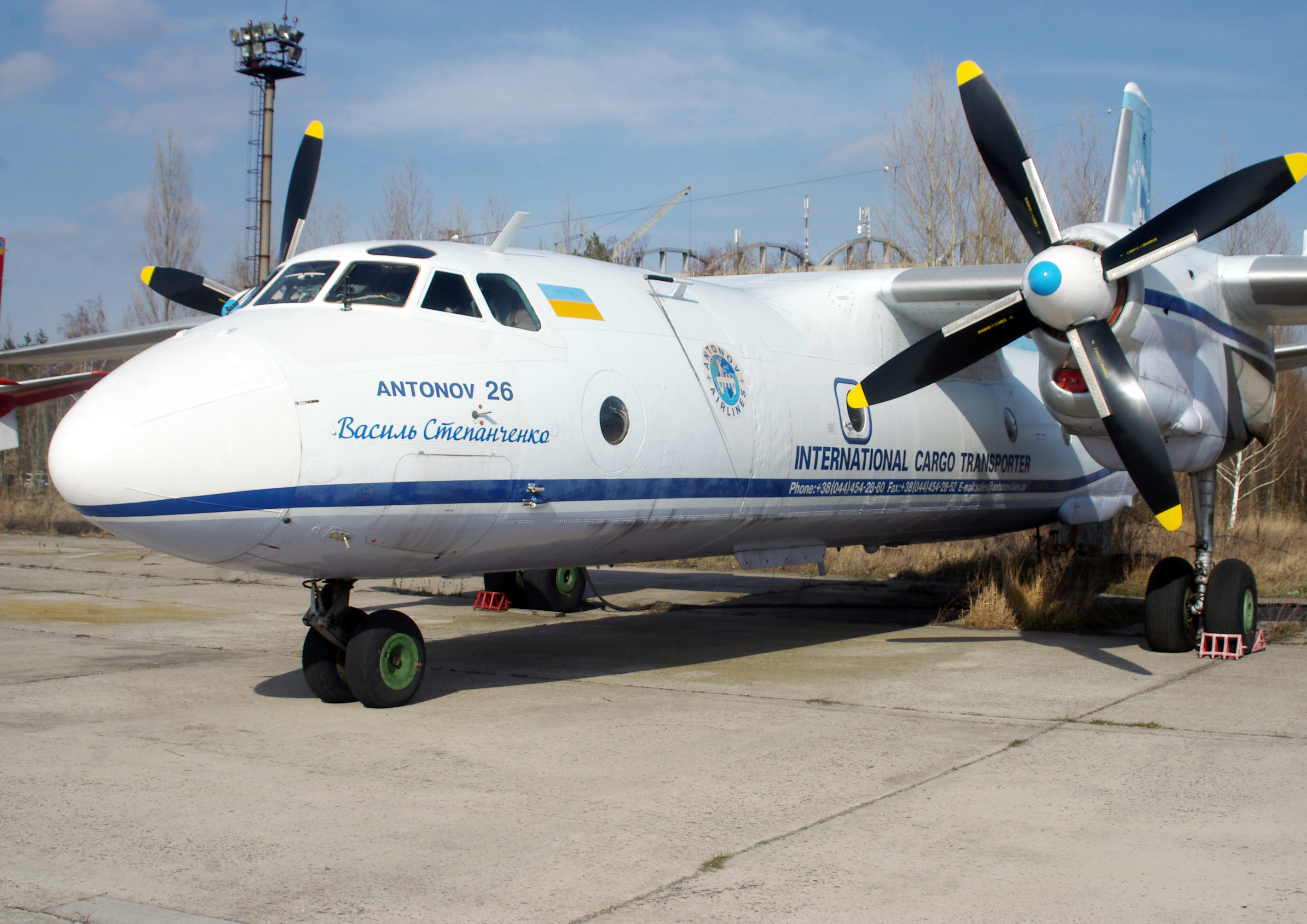
АН-26 Василь Степанченко